# Gordon Hoare
Gordon Rahere Hoare (Blackheath, 18 de abril de 1884 - 27 de outubro de 1973) foi um futebolista inglês que competiu nos Jogos Olímpicos de 1912, sendo campeão olímpico.
Gordon Hoare pela Seleção Britânica de Futebol conquistou a medalha de ouro em 1912, por clubes jogou no Arsenal, Queens Park Rangers e Fulham. .